# Morir en su ley
 Morir en su ley  es una película en blanco y negro de Argentina dirigida por Manuel Romero sobre su propio guion que se estrenó el 29 de septiembre de 1949 y tuvo como protagonistas a Tita Merello, Roberto Escalada, Juan José Míguez y Fanny Navarro.

## Sinopsis
Un policía se infiltra en una banda de delincuentes.

## Reparto
Participaron del filme los siguientes intérpretes:
- Tita Merello	... Laura Moreno
- Roberto Escalada	... Pedro Amalfi, "El Pibe"
- Juan José Míguez	... Ernesto Álvarez
- Fanny Navarro ... Natalia
- Severo Fernández	... El Banquero
- Domingo Sapelli ... Andrés Torres
- Juan José Porta... Alberto
- Mario Faig ... Riera
- Jacinto Herrera ...El Ñato
- Gerardo Rodríguez ...Policía 1
- Ángel Prío ... Policía 2
- Jorge Villoldo ... Márquez
- Pablo Cumo ... Borracho
- Víctor Buchino ... Pianista

## Comentarios
Calki en su crítica dijo:

”Ágil e interesante relato policial… El film une el aspecto documental, la labor de nuestra policía con la receta común de un film de pistoleros: la combinación es eficaz, aunque adolezca de lunares, como el artificioso perfil de nobleza que asoma en las escenas culminantes en la mujer del hampa.”

Por su parte Rodrigo Tarruella escribe:

”Con Morir en su ley la decadencia de Romero inicia su caída libre. Filmada con un reparto insufrible, es otra muestra de la influencia policial pseudo-documentalista yanqui en nuestro país (en auge del 49 al 51) Execrable mezcla de Carreras y El FBI en acción, este cine del funcionario público –repleto de discursos de Domingo Sapelli- se convierte en una suerte de Fuera de la ley revisada por Raúl Apold.”